# Elliot Benchetrit
Elliot Benchetrit (Nice, 2 oktober 1998) is een Marokkaans-Franse tennisser. In zijn carrière deed hij al een aantal keer mee op een grandslamtoernooi.

## Resultaten grote toernooien
| Legenda | Legenda                          |
| ------- | -------------------------------- |
| g.t.    | geen toernooi gehouden           |
| l.c.    | lagere categorie                 |
| –       | niet deelgenomen                 |
| G       | uitgeschakeld in de groepsfase   |
| 1R      | uitgeschakeld in de eerste ronde |
| 2R      | uitgeschakeld in de tweede ronde |
| 3R      | uitgeschakeld in de derde ronde  |
| 4R      | uitgeschakeld in de vierde ronde |
| KF      | uitgeschakeld in de kwartfinale  |
| HF      | uitgeschakeld in de halve finale |
| F       | de finale verloren               |
| W       | het toernooi gewonnen            |
| w-v     | winst/verlies-balans             |

### Enkelspel
| grandslamtoernooien  |     |     |      |
| Australian Open      | –   | –   | 1R   |
| Roland Garros        | 1R  | 2R  | 1R   |
| Wimbledon            | –   | –   | g.t. |
| US Open              | –   | 1R  | –    |
| ATP Masters 1000     |     |     |      |
| Indian Wells         | –   | –   | g.t. |
| Miami                | –   | –   | g.t. |
| Monte Carlo          | –   | –   | g.t. |
| Madrid               | –   | –   | g.t. |
| Rome                 | –   | –   | –    |
| Montreal/Toronto     | –   | –   | g.t. |
| Cincinnati           | –   | –   | –    |
| Shanghai             | –   | –   | g.t. |
| Parijs               | –   | –   | –    |
| statistieken         |     |     |      |
| totaal aantal titels | 0   | 0   | 0    |
| eindejaarsranking    | 275 | 217 | 223  |